# ISO 3166-2:LI
ISO 3166-2:LI — стандарт Международной организации по стандартизации, который определяет геокоды. Является подмножеством стандарта ISO 3166-2, относящимся к Лихтенштейну.
Стандарт охватывает 11 общин Лихтенштейна. Каждый геокод состоит из двух частей: кода Alpa2 по стандарту ISO 3166-1 для Лихтенштейна — LI и дополнительного кода, записанных через дефис. Дополнительный код образован двухсимвольным числом. Геокоды общин Лихтенштейна являются подмножеством кодов домена верхнего уровня — LI, присвоенного Лихтенштейну в соответствии со стандартами ISO 3166-1.

## Геокоды Лихтенштейна

Геокоды общин Лихтенштейна
по стандарту ISO 3166-2:LI

Геокоды 11 общин административно-территориального деления Лихтенштейна.
| Геоод | Административная единица | Статус |
| ----- | ------------------------ | ------ |
| LI-01 | Бальцерс                 | община |
| LI-11 | Вадуц                    | община |
| LI-03 | Гамприн                  | община |
| LI-04 | Маурен                   | община |
| LI-05 | Планкен                  | община |
| LI-06 | Руггелль                 | община |
| LI-09 | Тризен                   | община |
| LI-10 | Тризенберг               | община |
| LI-07 | Шаан                     | община |
| LI-08 | Шелленберг               | община |
| LI-02 | Эшен                     | община |

## Геокоды пограничных Лихтенштейну государств
- Австрия — ISO 3166-2:AT (на востоке),
- Швейцария — ISO 3166-2:CH (на западе).